# Krauss-Maffei ML 2200 C’C’
Die Diesellokomotive ML 2200 C’C’ war eine sechsachsige Variante der Baureihe V 200, welche der Hersteller Krauss-Maffei für die Jugoslawische Staatseisenbahn (Jugoslovenske Železnice, kurz JŽ) entworfen hat.
Die JŽ kaufte drei Exemplare, welche dort anfangs unter D 66, später mit 761 eingeordnet wurden.
Eine vierte Lokomotive wurde zur ML 3000 C’C’  umgebaut. Die Bundesbahn übernahm sie als V 300 001 und bezeichnete sie ab 1968 als 230 001–0.

## Entstehung
1955 unternahm die Deutsche Bundesbahn zusammen mit der Firma Krauss-Maffei mit der V 200 005 eine Erprobungs- und Vorführreise in die Türkei, Griechenland und Jugoslawien. Damit wurde das Interesse der JŽ an der V 200 geweckt, welche 1956 drei Lokomotiven bestellten. Jedoch konnte man auf den jugoslawischen Strecken eine Achslast von 16 Tonnen nicht überschreiten.
Infolgedessen erstellte Krauss-Maffei die ML 2200 C’C’ als sechsachsige Version der V 200. Das Gesamtgewicht der Lokomotive wurde mit zwei dreiachsigen Drehgestellen auf nunmehr sechs statt vier Achsen verteilt und so die Achslast verringert. Auch wurde eine leistungsfähigere Kühlanlage als bei der V 200 installiert. Die Höchstgeschwindigkeit betrug 120 km/h. Die Fabriknummern der drei Lokomotiven lauteten 18368 bis 18370. Alle Maschinen waren hellgrau-blau lackiert. Krauss-Maffei stellte die JŽ D 66–001 auf der Hannover Messe im Frühjahr 1957 aus. Im Mai desselben Jahres erfolgte die Überführung nach Jugoslawien.

## Betrieb und Verbleib in Jugoslawien

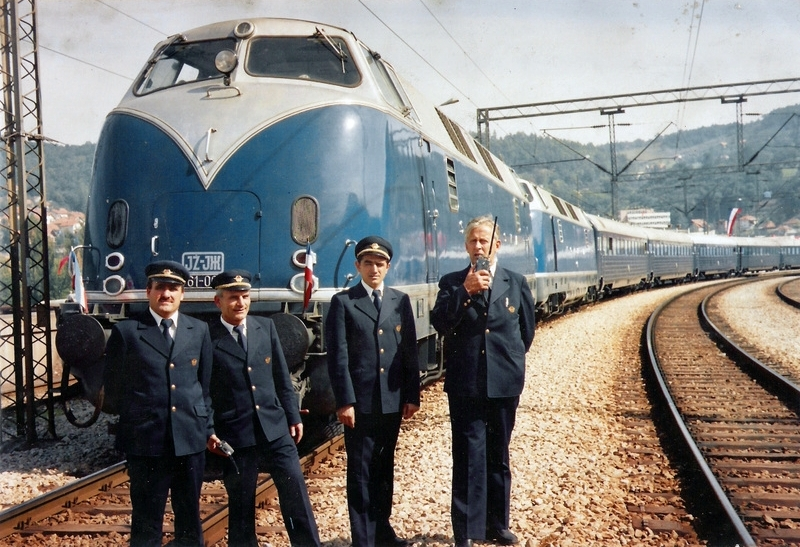
Blauer Zug

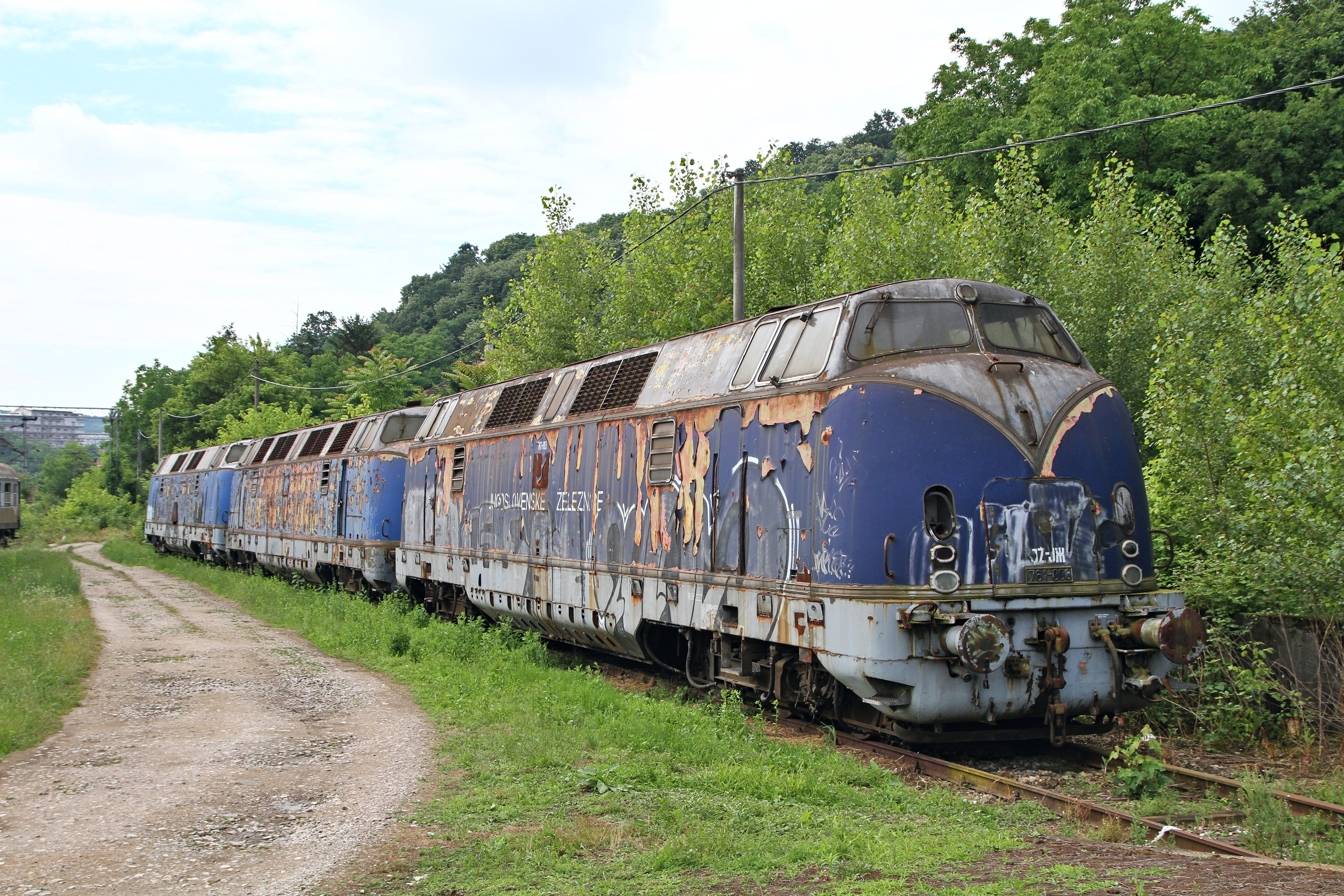
Die drei Diesellokomotiven in Topčider (2016)

Nach kurzzeitiger Verwendung im Plandienst kamen die Lokomotiven lange Zeit vor dem „Blauen Zug“ (Plavi voz), dem Regierungssonderzug des Staatspräsidenten Josip Broz Tito zum Einsatz. Die Lokomotiven trugen schon bei der Ablieferung Namen: D66–001 wurde Dinara, D66–002 Kozara und D66–003 Sutjeska genannt. Die Namen waren in silbernen Buchstaben an den Seitenwänden angeschrieben. Mitte der 1980er Jahre wurden die Krauss-Maffei-Lokomotiven für den Regierungssonderzug durch vier EMD JT22CW-2 ersetzt.
Das Depot in Subotica setzte danach die Lokomotiven bis 1991 im Plandienst ein. Noch 1998 wurden die Loks in desolatem Zustand in Subotica gesichtet, spätestens 2007 wurden sie nach Topčider in Belgrad überstellt. Sie gelten als Exponate des dortigen Eisenbahnmuseums, das in dem Bahnhof einige Museumsfahrzeuge hinterstellt hat. Auch ist der „Plavi voz“ in Topčider untergebracht.

## Die vierte ML 2200 C’C’
Weitere Bestellungen trafen aus Jugoslawien nicht ein. Es fehlten die finanziellen Mittel. Trotzdem stellte Krauss-Maffei im September 1957 eine auf eigene Rechnung gebaute ML 2200 C’C’ fertig, deren Aufbau ebenfalls hellgrau und blau lackiert war. Diese trug auf den Stirnseiten das Firmenemblem und an den Seitenwänden den Schriftzug KRAUSS–MAFFEI A.-G. Deren Fabriknummer lautete 18 416. Diese wurde vom 22. September bis zum 2. Oktober 1957 auf der Semmeringbahn in Österreich erprobt. Dafür stellte die Deutsche Bundesbahn einen Gleismesswagen zur Verfügung, der bei den Fahrten immer hinter der Lokomotive eingestellt wurde. Es wurden fahrplanmäßige Reisezüge und Güterzüge bis 612 Tonnen befördert. Bei allen Zügen konnte der Fahrplan gehalten werden, trotz der Behinderungen, welche die Elektrifizierung der Strecke zu dieser Zeit mit sich brachte. Es musste wegen vorübergehend eingleisigen Streckenabschnitten immer wieder in den Steigungen gestoppt und angefahren werden. Erkenntnisse aus diesen Fahrten flossen in die Entwicklung der Krauss-Maffei ML 4000 C’C’ ein.

## ML 3000 C’C’
Bei anschließenden Probefahrten auf der Schwarzwaldbahn kam man im Oktober 1957 zu der Auffassung, dass die Höchstgeschwindigkeit der Lokomotiven nicht ausreichend sei. Dies veranlasste die Firma Krauss-Maffei zum Umbau der Lokomotive. Der Umbau dauerte von Oktober 1957 bis Mai 1958. Die Lokomotive erhielt nach dem Umbau die Werksbezeichnung ML 3000 C’C’. Sie wurde in Cremeweiß und Rot mit zwei weißen Absetzstreifen über dem Fahrzeugrahmen umlackiert.
Die Maschine wurde im Juli 1958 auf der Schwarzwaldbahn, später auf der Mittenwaldbahn, der Bahnstrecke Buchloe–Lindau und wiederum auf der österreichischen Semmeringbahn erprobt. Auch fanden vom 15. Juli bis 27. September 1960 Versuchsfahrten in Ungarn statt. Die Lokomotive trug in dieser Zeit die Bezeichnung M 61 2001. Stationiert war sie außerhalb ihrer Erprobung anfangs in Frankfurt-Griesheim, später in Hamm.

## V 300 001
Ab 1. Januar 1963 mietete die Deutsche Bundesbahn die Lokomotive. Die DB führte die Lok unter der Bezeichnung V 300 001, ließ sie aber äußerlich zunächst unverändert. Sie kam zum Bundesbahn-Versuchsamt nach Minden. Der Kauf der Lok erfolgte am 17. April 1964. Danach schloss sich eine Ausbesserung im AW Nürnberg an, bei der sie die gleiche grau-rote Farbgebung wie die V 200 erhielt. Eingesetzt wurde sie anfangs im Schnellzug- und Güterzugdienst vom Bw Hamm aus. Ab dem 1. Januar 1968 wurde die Lokomotive als 230 001-0 bezeichnet.
Ab dem 7. August 1970 fuhr sie im Dienst des Bw Hamburg-Altona. Sie beförderte täglich Schnellzüge auf der Marschbahn nach Westerland. Am 26. August 1975 wurde sie ausgemustert. Die Lok war danach im Ausbesserungswerk Nürnberg abgestellt. 1977 wurde sie an den italienischen Lokomotivhändler Bulfone in Udine verkauft. Bei Probefahrten konnte sie zwar durch ihre Zugkraft überzeugen, aber aufgrund ihrer Länge war sie nicht für alle Nebenstrecken geeignet. Nach etwa einem Jahr Aufenthalt wurde die Maschine Ende 1978 in einem Güterzug wieder zurück nach Deutschland geholt, nachdem ein Kaufvertrag in Italien für die Lok annulliert wurde. 1980 wurde die Lokomotive bei der Firma Layritz in Penzberg verschrottet.

## Technik
Der Rahmen war geschweißt. Der Lokkasten war wie bei der V 200 in mittragender Bauweise ausgeführt. Im Maschinenraum befanden sich die beiden Motoren jeweils über den Drehgestellen. Der Antrieb verlief über ein Strömungsgetriebe, welches hinter dem jeweiligen Drehgestell in Richtung Lokmitte angeordnet war, an die Radsatzgetriebe über den Achsen. Im Raum zwischen den Motoren waren die Nebenaggregate und die Kühlanlage angeordnet, welche gegenüber der V 200 vergrößert wurde. Die Länge über Puffer wurde von 18.500 Millimetern auf 20.270 Millimeter vergrößert. Bei der ML 3000 C’C’ waren stärkere Motoren des Typs MD 12 V 538 TB 10 der Firma Maybach-Motorenbau mit ursprünglich je 1350 PS im Einsatz, deren Leistung durch höheren Ladedruck und Ladeluftkühlung auf je 1500 PS gesteigert werden konnte.